# Mammalodontidae
Mammalodontidae — родина вимерлих китів, відомих з олігоцену Австралії та Нової Зеландії. Зараз у цій родині є два роди: Janjucetus і Mammalodon.
Аналізуючи морфологію щелеп зубчастих містицитів, Фіцджеральд 2012 виявив вісім ознак нижньої щелепи, унікальних для представників Mammalodontidae. На основі цих особливостей нижньої щелепи Фіцджеральд 2006 зробив висновок, що у містицитів збільшені ротові порожнини, пристосовані для годування через смоктання, еволюціонували до нижньощелепних пристосувань для живлення через фільтр, як, наприклад, рухомі щелепні суглоби.